# 新居浜マリーナ
新居浜マリーナ（にいはまマリーナ）は、愛媛県新居浜市の北東部にある新居浜東港に整備された海浜リゾート公園である。愛称は「マリンパーク新居浜」。

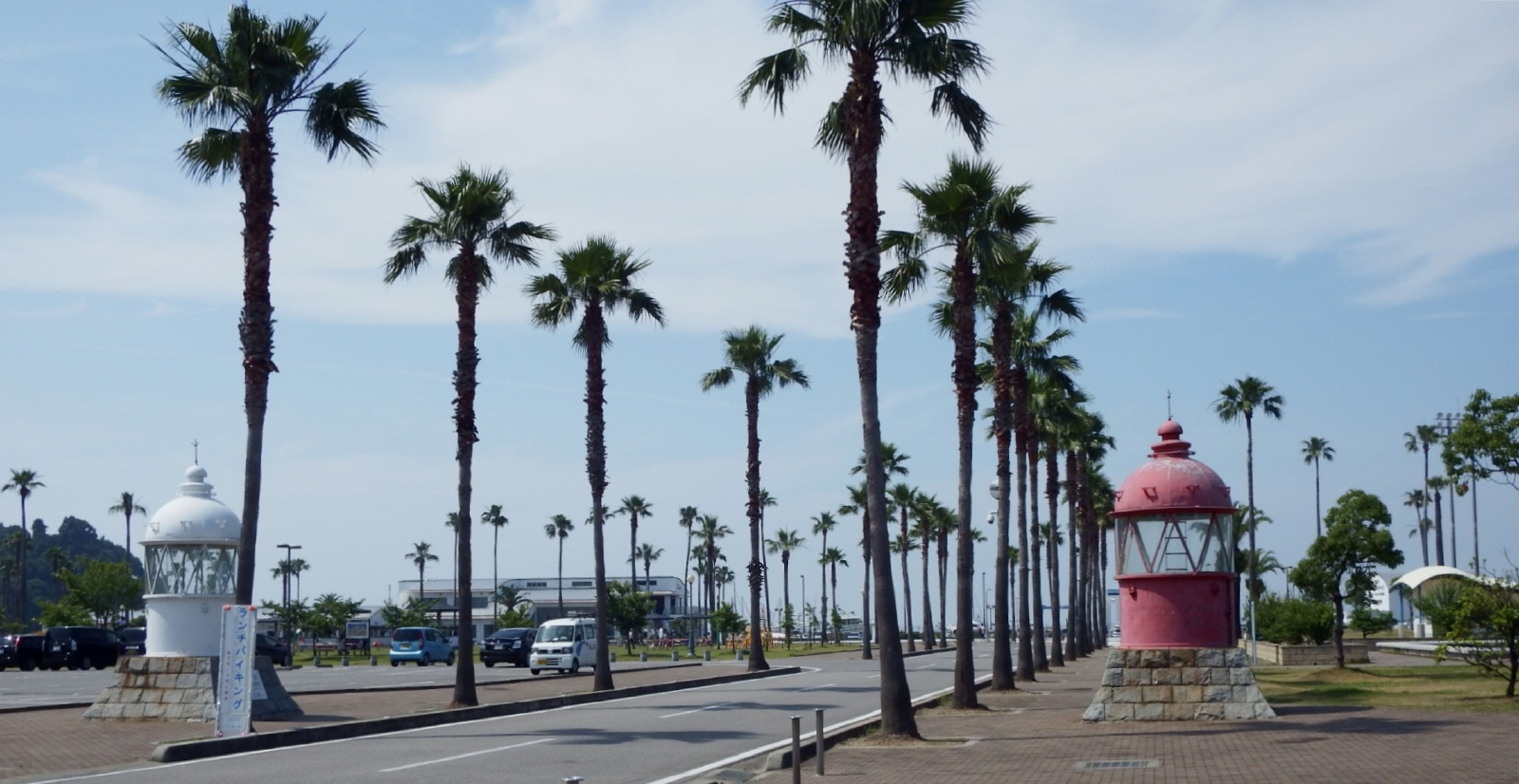
入口付近から

## 概要
臨海レジャー環境の充実を図って、新居浜市が整備した施設。四国最大級のマリーナ・研修施設や「フランス料理Restaurant Loca」を備えたクラブハウス・人工砂浜・キャンプ場・多目的広場などが順次整備され、2005年（平成17年）に完成した。年間5万数千人が利用している。小型船舶係留施設であるマリーナ地区は、にいはま海の駅として国土交通省の海の駅に登録していて、さらに2018年（平成30年）7月1日にはマリーナ一帯をみなとオアシスに登録し、マリーナのクラブハウスを代表施設とするみなとオアシス　マリンパーク新居浜として交流拠点ともなっている。
- 所在地：愛媛県新居浜市垣生３丁目乙324番地
- 面積：9.7ヘクタール（うち、マリーナ：2.4ヘクタール、緑地：7.3ヘクタール）
- 総事業費：94億89万千円

## 主な施設

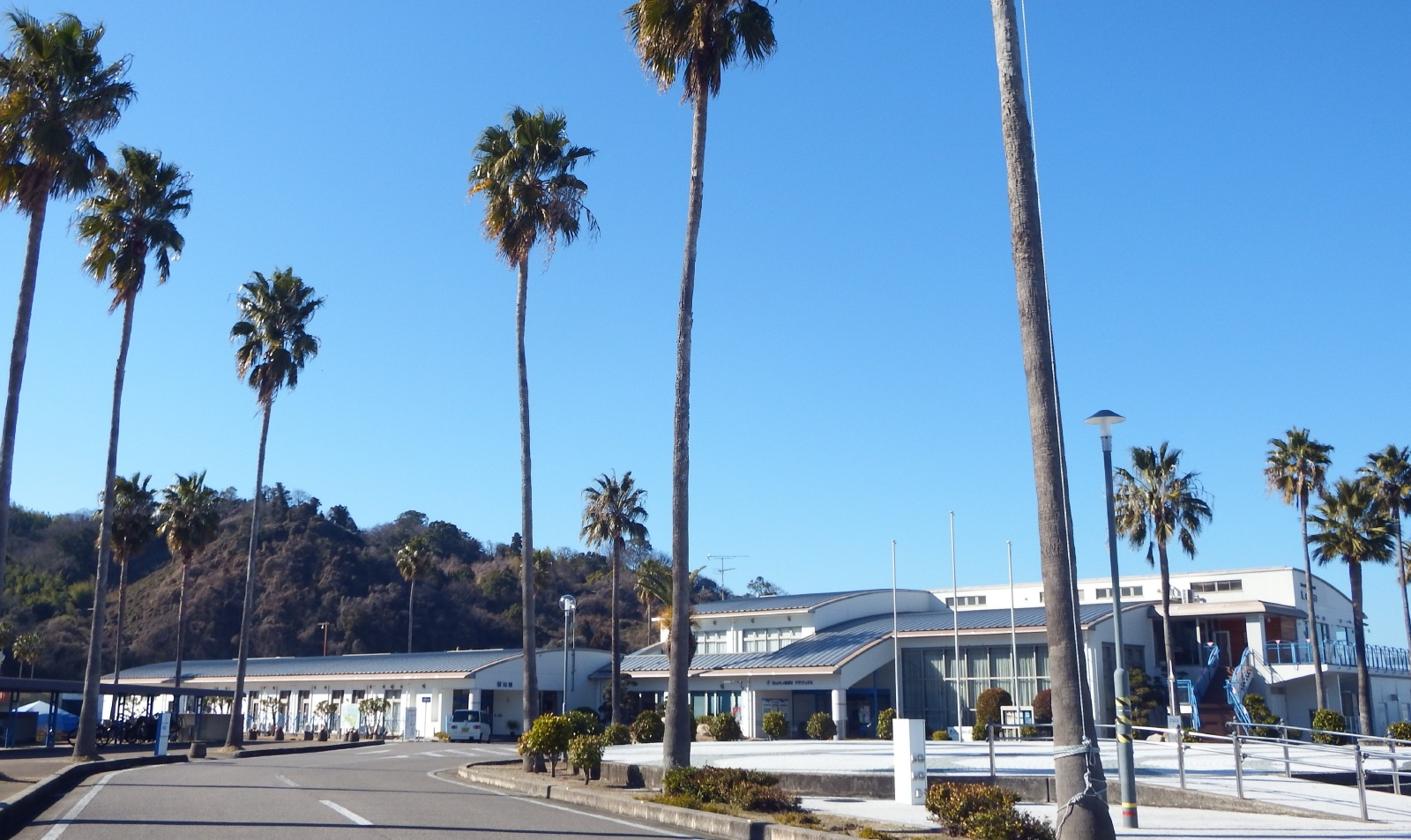
クラブハウス
施設の中央に位置する地上2階の建物。建物外観は白と青を基調とした流線型デザイン。研修室、宿泊室、レストラン備える。宿泊施設の最大収容人員は140名。

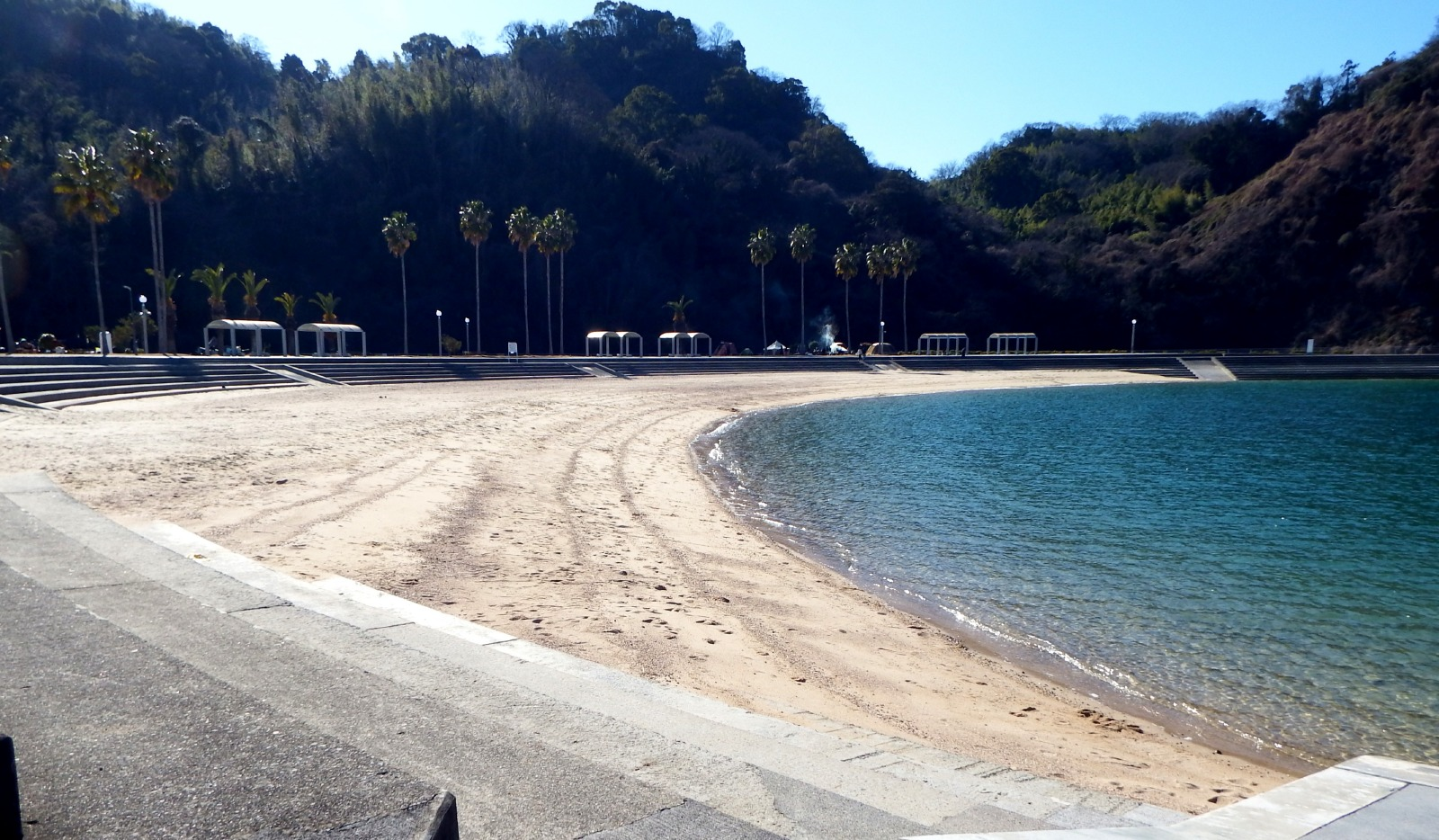
人工砂浜
半円形の人工砂浜。海岸線の長さは300メートル、砂浜幅は24メートル。ビーチバレーボールコートを備える。砂浜に沿うようにヤシの木が175本植えられていることから、「ヤシの木ビーチ」という愛称が採択された。
キャンプ場
全面芝。バーベキューなどが楽しめる。
マリーナ

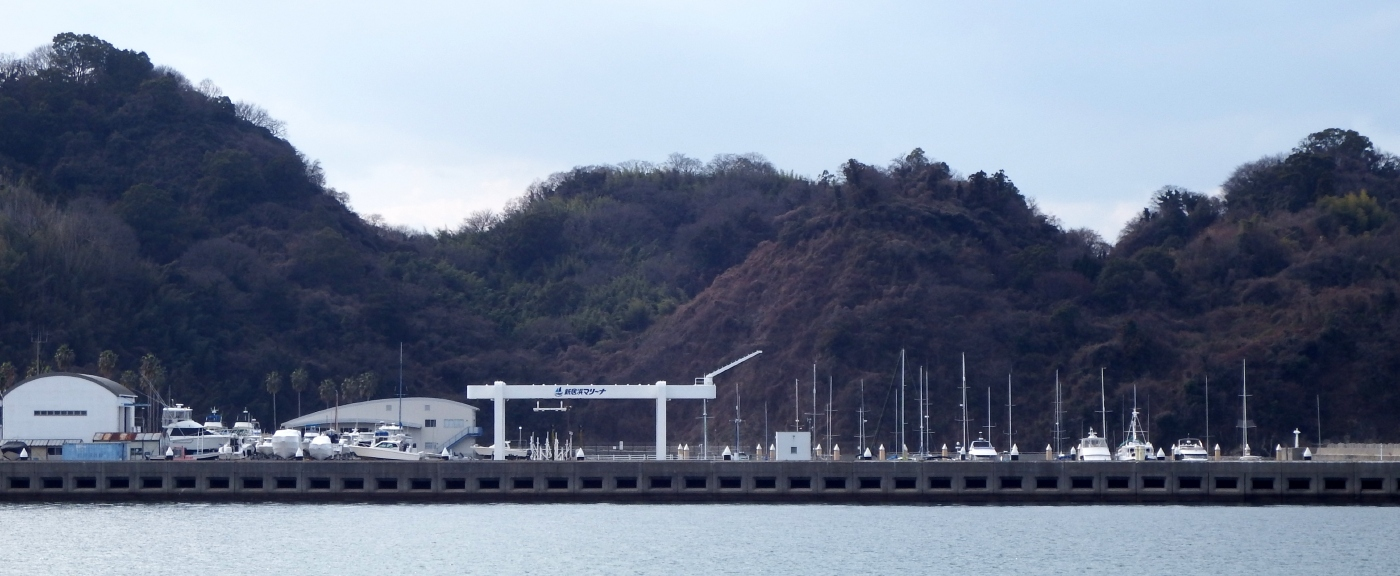
新居浜マリーナ

桟橋、浮桟橋などの係留施設が整備されている。係留船舶数は約200隻。公園全体は、正式名称である「新居浜マリーナ」より、「マリンパーク新居浜」の愛称が定着しており、通常このマリーナ地区のみが特に「新居浜マリーナ」と呼ばれる。
多目的広場
グラウンド、バスケットボールコートがある。夜間照明完備。
赤灯台・白灯台
入口にあるモニュメントの灯台は、新居浜本港に昭和12年12月1日に設置され、赤灯台は昭和61年12月に、白灯台は昭和62年12月に引退したものを保存されている。

## イベント
- 1月：新居浜凧あげ大会
- 5月上旬：しまなみカップヨットレース
- 7月第3月曜日：海の日市民クルージング大会
- 7月下旬：マリンパーク新居浜アクアスロン大会
- 11月：わさびのボートエギング大会

## 歴史
- 1981年（昭和56年）8月：港湾計画改訂により計画決定。
- 1988年（昭和63年）：事業着手。
- 1996年（平成8年）4月：供用開始。
- 2005年（平成17年）3月：事業完了、全面完成。
- 2006年（平成18年）5月16日：マリーナ地区が「にいはま海の駅」として海の駅に登録される。
- 2007年（平成19年）7月1日：人工砂浜地区の愛称が「ヤシの木ビーチ」に決定。

## アクセスなど
新居浜東港方面の路線バスは存在しないため、マイカーを利用しない者は注意が必要である。無料駐車場250台。
- 最寄り港：新居浜東港（徒歩5分）
- 最寄りインターチェンジ：新居浜インターチェンジ（自動車で15分）
- 最寄り駅：予讃線多喜浜駅
  - 多喜浜駅からの徒歩は、遠距離につき困難なため、タクシー利用か、中途まで路線バスを利用する方法がある。
    - 自動車で6分。
    - せとうちバス黒島行き乗車、西楠崎停留所下車、徒歩30分
※バスの本数は非常に少ないため、事前に確認することが望ましい。